# Pstruží
Pstruží (deutsch Pstruschi, Pstruschy) ist eine Gemeinde mit 763 Einwohnern in Tschechien. Sie liegt 2 km südwestlich der Stadt Frýdlant nad Ostravicí und gehört dem Okres Frýdek-Místek, Region Mährisch-Schlesien an.
Der Ort befindet sich in 455 m Höhe am Nordhang der Mährisch-Schlesischen Beskiden zwischen den Bergen Ondřejník und Lysá hora. Erstmals wurde er 1581 in den Herrschaftsurbaren von Hochwald (Hukvaldy) erwähnt.
In Pstruží befindet sich die Fabrik, in dem 1834 das erste Emaillegeschirr am Fluss Ondřejnice hergestellt wurde. Ein bedeutendes Werk des örtlichen Kunstschaffens ist die mehrfarbig gestaltete Schnitzarbeit der Madonna von Pstruží, die ein Exponat der Weltausstellung in Brüssel war.